# 滨田骏吉
滨田骏吉（日语：／ Hamada Shunkichi，1910年10月19日—2009年12月7日），日本男子曲棍球运动员。他曾代表日本国家队参加1932年和1936年夏季奥林匹克运动会曲棍球比赛，其中1932年奥运会获得一枚银牌。